# Allochrocebus solatus
Il cercopiteco barbuto del Gabon (Allochrocebus solatus (Harrison, 1988)) è un primate della famiglia delle Cercopithecidae. Essendo stato scoperto solo nel 1984 molte sue caratteristiche sono ancora poco note.

## Descrizione
Il colore predominante è grigio-blu, ma il collo è bianco e parte della schiena bruno-arancione. Il nome della specie deriva dal colore giallo-arancione dell'estremità della coda; il resto della coda è bianca sul lato ventrale e grigia su quello dorsale.
La lunghezza del corpo varia tra 50 e 70 cm, quella della coda tra 60 e 76 cm, mentre il peso è tra 4 e 9 kg, con i maschi notevolmente più grandi delle femmine.

## Biologia
L'attività è diurna e avviene prevalentemente al suolo, ma si rifugia su rami alti degli alberi per dormire. Vive in gruppi costituiti, come per gli altri cercopitechi, da un maschio adulto, femmine e piccoli, che contengono una media di 17 individui.
La dieta consiste di frutta, foglie, semi, insetti e piccoli vertebrati.
Dopo una gestazione che dura tra cinque e sei mesi nasce un solo piccolo, che raggiunge la maturità sessuale in circa quattro anni.

## Distribuzione e habitat
L'areale comprende circa 10.000 km² nel Gabon centrale. L'habitat è la foresta tropicale.

## Conservazione
La specie è considerata ‘'vulnerabile'’ dalla IUCN, soprattutto per la ristrettezza del suo areale.